# Ironman 70.3

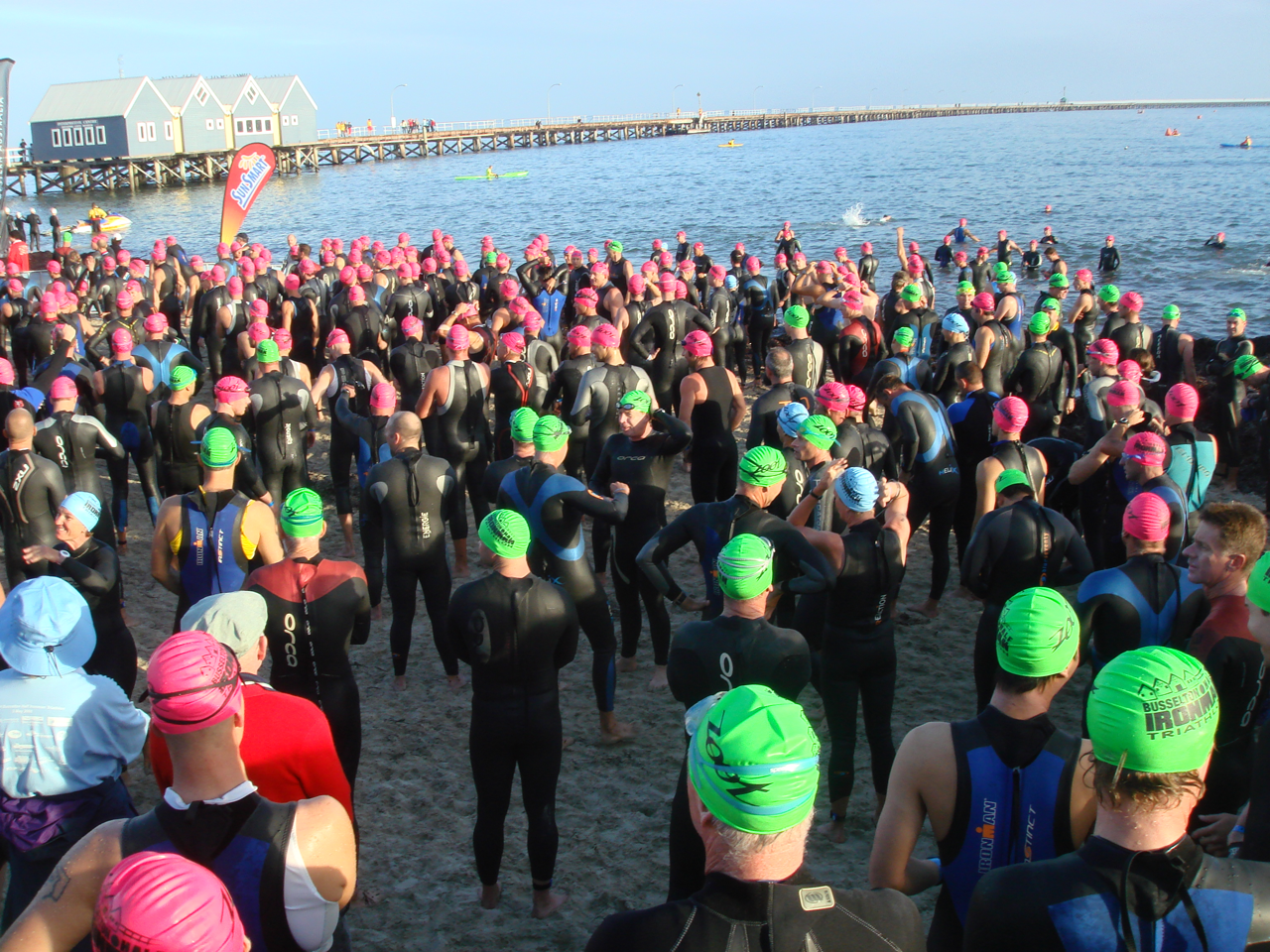
Start zawodów Ironman 70.3 w Busselton, Zachodnia Australia

Ironman 70.3, również znany pod nazwą Half Ironman – zawody triatlonowe organizowane na licencji World Triathlon Corporation. Wyścigi organizowane są na dystansach: 1,9 km (1,2 mil) pływanie, 90 km (56 mil) jazda na rowerze i 21,1 km (półmaraton, 13,1 mil) bieg. Człon nazwy 70.3 wywodzi się z sumowania mil z poszczególnych dyscyplin wyścigu: 1,2+56+13,1=70,3 mile. Całość dystansu i jego poszczególne części stanowią połowy pełnego wyścigu Ironman rozgrywanego na dystansach: 3,8 km (2,4 mil) pływanie, 180 km (112 mil) jazda na rowerze i 42,2 km (maraton, 26,2 mil) bieg.
Mistrzostwa Świata w wyścigach Ironman 70.3 początkowo od 2006 do 2011 co roku odbywały się w Clearwater na Florydzie w Stanach Zjednoczonych. Następnie miejsce ich rozgrywania zostało przeniesione do Henderson w stanie Nevada. Od 2014 roku Mistrzostwa Świata każdego roku odbywają się w różnych lokalizacjach: Mont-Tremblant, Kanada (2014), Zell am See-Kaprun, Austria (2015), Mooloolaba, Australia (2016), Chattanooga, USA (2017), Nelson Mandela Bay, South Africa (2018).

## Wyścigi triatlonowe Ironman 70.3 w Europie i na świecie
Obecnie zawody Ironman 70.3 to jeden z najdynamiczniej rozwijających się i najbardziej popularnych startów triatlonowych na świecie. W każdym ze startów bierze udział kilkuset zawodników. Wyścigi otwarte są również dla sportowców nieprofesjonalnych lub amatorów. Około 5-10% startujących to zawodnicy profesjonalni, zazwyczaj klasyfikowani są w osobnej kategorii.
W 2009 roku zostało zorganizowane 30 zawodów Ironman 70.3 kwalifikujących do startu w Ironman World Championship 70.3 w Clearwater na Florydzie. Dodatkowo na świecie organizowane są starty pod logo Ironman 70.3, według pełnych praw i przepisów organizacji, jednakże bez prawa do przydzielania miejsc na mistrzostwa świata.
Pierwsze w Polsce, oficjalne zawody Ironman 70.3 odbywają się w Gdyni.
Pozostałe zawody najbliżej Polski odbywają się w St. Pölten koło Wiednia w Austrii (Ironman 70.3 Austria) i Wiesbaden/Rheingau-Taunus-Kreis w Niemczech (Ironman 70.3 Germany).
Pozostałe europejskie starty:
- U.K. Ironman 70.3 nad zbiornikiem Wimbleball Lake koło Exmoor w Anglii
- Ironman 70.3 Switzerland w Rapperswil-Jona nad Jeziorem Zuryskim w Szwajcarii
- Antwerp Ironman 70.3 w Antwerpii w Belgii.

## Pływanie
Pływanie w zawodach Ironman 70.3 odbywa się na dystansie 1,9 km na otwartych akwenach: jeziorach, morzu lub w oceanie. Zawodnik może pokonać wyznaczoną trasę dowolnym stylem pływackim. Często z uwagi na temperaturę wody organizatorzy dopuszczają możliwość startu w neoprenowych piankach - jednak zazwyczaj ostateczna decyzja zapada na 24h przed startem. Z przyczyn organizacyjnych czas potrzebny na pokonanie dystansu w wodzie jest ograniczony, tzw. cut off time, np.: w Ironman 70.3 Gdynia dla pływania, wynosi 1h - po tym czasie zawodnicy mogą przejść do dalszego etapu - jazdy na rowerze, jednakże zostaną zdyskwalifikowani w wynikach końcowych.

## Jazda na rowerze

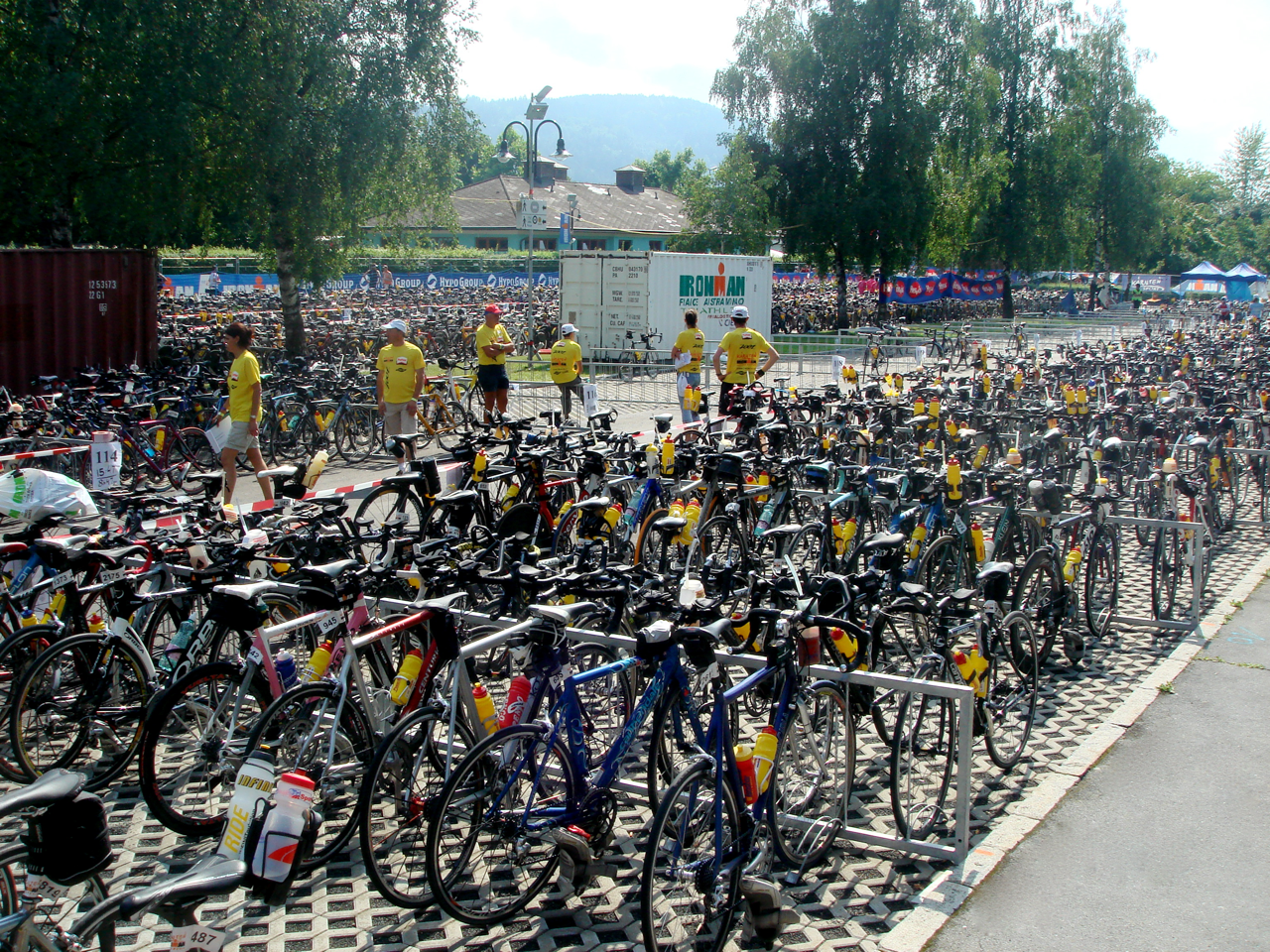
Park rowerowy w trakcie trwania zawodów Ironman w Klagenfurcie w Austrii

90 km to dystans jaki muszą pokonać na rowerze zawodnicy po ukończeniu pływania.
Dopuszczalne są tylko rowery szosowe oraz specjalne rowery triatlonowe.
Charakterystyczne dla wyścigu rowerowego w zawodach Ironman jest to, że w przeciwieństwie do klasycznego wyścigu szosowego zawodnicy nie mogą sobie nawzajem pomagać.
Niedozwolona jest technika tunelowania aerodynamicznego (tzw.: non drafting race), czyli chowania się za plecami innych zawodników lub całej grupy. Przepisy zawodów Ironman zazwyczaj wyznaczają minimalny odstęp pomiędzy zawodnikami na 10 metrów. Wyprzedzanie innego zawodnika nie może trwać dłużej niż 30 sekund. Po wykonaniu manewru wyprzedzania, zawodnik wyprzedzany musi wycofać się na odległość 10 metrów.
Obowiązkowe jest posiadanie zapiętego kasku rowerowego w trakcie całego okresu kontaktu z rowerem. Ściągnięcie lub odpięcie kasku przed linią końcową jazdy może skutkować dyskwalifikacją zawodnika. W trakcie wyścigu sędziowie i wybrani obserwatorzy mogą ukarać zawodnika lub całą grupę kolarską żółtą lub czerwoną kartką. Żółta kartka oznacza konieczność zatrzymania się w punkcie kary (penalty box) na około 5-6 minut. Czerwona kartka oznacza dyskwalifikację.
W przypadku usterki technicznej zawodnik nie może korzystać z pomocy zawodników lub innych osób. Całościowy czas potrzebny na pokonanie segmentu pływania i jazdy na rowerze również podlega ograniczeniom; np.: w Ironman 70.3 Gdynia dla obydwu segmentów, wynosi 5h - po tym czasie zawodnicy, którzy nie ukończyli jazdy na rowerze nie mogą kontynuować dalszego etapu - biegu.

## Bieg
Bieg to klasyczny półmaraton (21,1 km). Zawodnicy nie mogą korzystać z pomocy innych osób. Maksymalny czas na pokonanie wszystkich segmentów w polskich zawodach Ironman 70.3 Gdynia  wynosi: 1 h na pływanie, 5 h łącznie na pływanie oraz jazdę indywidualną na czas oraz maksymalnie 8 h na wszystkie trzy dyscypliny sportu.
W zależności od masy ciała zawodnika, czasu uczestnictwa w wyścigu i ogólnie warunków środowiskowych w trakcie startu szacuje się, że wydatek energetyczny w trakcie zawodów Ironman 70.3 to około 3500-4000 kcal.

## Strefy zmian
Strefa zmian jest wydzielonym obszarem, gdzie zawodnicy dokonują zmiany ubioru i sprzętu pomiędzy pływaniem i jazdą na rowerze oraz pomiędzy jazdą na rowerze i biegiem. Jazda rowerem w strefie zmian jest niedozwolona. Czas jaki zawodnik spędza w strefie zmian wlicza się do czasu całego wyścigu. W protokołach z wyścigów czasy spędzone w strefach zmian oznaczone są zazwyczaj odpowiednio T1 (pływanie-rower) i T2 (rower-bieg). Lokalizacje pierwszej i drugiej strefy mogą pokrywać się i odbywać w tym samym obszarze lub mogą znajdować się w pewnej odległości od siebie.
Efektywne i dynamiczne pokonanie strefy zmian stanowi istotny element treningu triatlonisty. Profesjonalnym zawodnikom pokonanie obydwu stref zmian zajmuje około 3-4 minut.

## Rekordziści świata i wyniki Polaków
Poniższa tabela prezentuje zestawienie najlepszych wyników uzyskanych na mistrzostwach świata Ironman 70.3 w latach 2006 - 2009. W tabeli przedstawiono również wyniki Polaków (oraz zawodników którzy zdecydowali się reprezentować barwy Polski), którzy zakwalifikowali się do zawodów i je ukończyli.

### Kobiety
| Rok   | Mistrzyni Świata | 1. wicemistrzyni | 2. wicemistrzyni |                 |
| ----- | ---------------- | ---------------- | ---------------- | --------------- |
| 2009  | Julie Dibens     | Mary Beth Ellis  | Magali Tisseyre  | Alicja Szapowal |
| czas: | 03:59:33         | 04:03:49         | 04:05:27         | 05:05:06        |
| 2008  | Joanna Zeiger    | Mary Beth Ellis  | Becky Lavelle    |                 |
| czas: | 04:02:49         | 04:04:07         | 04:07:32         |                 |
| 2007  | Mirinda Carfrae  | Samantha McGlone | Leanda Cave      |                 |
| czas: | 04:07:25         | 04:11:29         | 04:12:29         |                 |
| 2006  | Samantha McGlone | Lisa Bentley     | Mirinda Carfrae  |                 |
| czas: | 04:12:58         | 04:14:30         | 04:16:44         |                 |

### Mężczyźni
| 2009  | Michael Raelert | Daniel Fontana  | Matthew Reed      | Maciej Skóra   | Grzegorz Zgliczyński | Darek Czyżowicz | Rafał Medak |
| czas: | 03:34:04        | 03:36:44        | 03:37:50          | 03:55:21       | 04:03:47             | 04:17:45        | 04:40:12    |
| 2008  | Terenzo Bozzone | Andreas Raelert | Richie Cunningh   | Armand Surwilo |                      |                 |             |
| czas: | 03:40:10        | 03:40:42        | 03:41:47          | 04:38:20       |                      |                 |             |
| 2007  | Andy Potts      | Oscar Galindez  | Andrew Johns      | Rafał Medak    | Jan Podowski         |                 |             |
| czas: | 03:42:33        | 03:42:37        | 03:43:11          | 04:34:21       | 04:42:17             |                 |             |
| 2006  | Craig Alexander | Simon Lessing   | Richie Cunningham | Jan Podowski   |                      |                 |             |
| czas: | 03:45:37        | 03:47:25        | 03:49:17          | 04:43:57       |                      |                 |             |

Źródło: Wyniki w roku 2009, 2008, 2007, 2006.